# Марка (териториална единица)
Вижте пояснителната страница за други значения на Марка.
Марка (от древногерманското marcha – „граница“) при древните германи се нарича териториална, най-често селска община, имаща основно икономическо предназначение. Тя включва отделни стопанства, които си оказват взаимопомощ при обработката на земята. Собствеността на земята в древногерманската марка е частна, като горите, пасищата и пустеещите земи са колективна собственост.
По-късно във Франкската държава и средновековна Германия с това понятие са обозначавани пограничните административни окръзи, които охраняват границите. Създадени са от император Карл Велики и са управлявани от маркграфове, чиято първоначална задача е осигуряването на сигурността по границата. Създадените от Карл Велики погранични марки са Испанската, Бретонската, Датската, Аварската, Фриулската и др; а по-късно, след колонизацията от германците на славянските земи са създадени още и Билунгска марка, Майсенска, Геронска, Лужицка, Крайна, Каринтия, Истрия, Бранденбургска, Източна (по-късно тя се трансформира в Маркграфство Австрия).